# 秋川正義
秋川 正義（あきかわ まさよし、1883年（明治16年）4月11日 - 没年不明）は、大日本帝国陸軍軍人。最終階級は陸軍少将。

## 経歴
愛媛県出身。陸軍士官学校第16期、陸軍大学校第26期卒業。1920年（大正9年）8月に陸軍歩兵少佐に進級し、1923年（大正12年）9月時点で歩兵第45連隊大隊長の任にあった。1924年（大正13年）2月に第10師団参謀に就任し、同年10月に陸軍歩兵中佐に進級した。
1927年（昭和2年）3月に歩兵第31連隊附となり、1928年（昭和3年）8月10日、陸軍歩兵大佐進級と同時に歩兵第46連隊長（第12師団・歩兵第24旅団）に着任した。1930年（昭和5年）3月に独立守備隊司令部附となり、満洲医科大学に配属された。1933年（昭和8年）3月18日に陸軍少将進級と同時に待命となり、3月31日に予備役に編入された。
予備役編入後は帝国軍用犬協会神戸支部長、大政翼賛会神戸支部理事、兵庫県翼賛壮年団副団長、燃料国策研究会会員などに就任した。